# Philippe Doudou Cuillerier
Philippe „Doudou“ Cuillerier (* 5. September 1961 in Versailles; † Juli 2023) war ein französischer Musiker (Gitarre, Gesang, auch Komposition) des Gypsy-Jazz.

## Leben und Wirken
Cuillerier wuchs in einer Musikerfamilie auf; er erhielt zunächst Unterricht auf der Fanfarentrommel und dem Saxophon, auf dem sein Vater sein ursprüngliches Vorbild war. Nachdem er mit 17 Jahren Platten von Marcel Dadi hörte, begeisterte er sich für die Finger-Picking-Gitarre und erlernte die Jazzgitarre. Im Unterricht bei Frédéric Sylvestre entdeckte er Django Reinhardt. 1984 begann eine langjährige Zusammenarbeit mit Angelo Debarre, der er bis 2000 begleitete. In der Szene des Gypsy Swing entwickelte er sich zum  renommierten Rhythmusgitarrist; er erhielt zudem die Möglichkeit, sein Gesangstalent zu entfalten und zu scatten. Als großer Bluesfan spielte er zudem zehn Jahre lang in der Gruppe Little Big Man mit.
Cuillerier bildete Anfang der 1990er Jahre mit dem Geiger François Lefevre und Max Robin und Hervé Namias in der Rhythmusgruppe das Quartett Fernando Jazz Gang, mit dem er 1993 das Album Gipsy violin, swing guitars und 1995 Gipsy Songs veröffentlichte. Cuillerier arbeitete außerdem mit Musikern wie Romane (1994) und dem Frédéric Manoukian Orchestra, Babik Reinhardt & New Quintette du Hot Club de France, Christian Escoudé, Biréli Lagrène und später zudem mit Ludovic Beier, mit dem er auch mit den Django All Stars auftrat. Ab 2001 gehörte er zur Gruppe Latcho Drom um Christophe Lartilleux.
Mit seiner Band Doudou Swing spielte Cuillerier großteils mit Eigenkompositionen das Album Doudou à feu doux (2004) ein, das 2009 von Frémeaux & Associés wiederaufgelegt wurde; beteiligt waren Victorine Martin (Gitarre), Antonio Licusati (Bass) sowie Emy Dragoi (Akkordeon) und André Venturini (Lap-Steel-Gitarre). Mit Doudou Swing entstand auch das Kinderalbum Mister Django et Madame Swing (2011). 2017 führte er mit Doudou Swing und einem Chor das Stück Sauve-qui-peut soldats courageux auf, in dem Lieder aus dem Ersten Weltkrieg verjazzt wurden.
Im Trio mit Romane und Enzo Mucci sowie in Gruppen um Angelo Debarre ist Cuillerier auf der Anthologie Portrait of Django – Hommage! – Hot Club Records Vintage Guitars Series Volume 20 zu hören. Im Bereich des Jazz war er laut Tom Lord zwischen 1993 und 2017 an 27 Aufnahmesessions beteiligt, u. a. auch mit Lemmy Constantine, Rodolphe Raffalli, Patrick Saussois & Alma Sinti, Emy Dragoi und mit Latcho Drom (Paris Budapest Caravane, 2012). Mit dem Weltmusik-Quartett Aman Mitcho, in dem er wiederum mit Christophe Lartilleux zusammenarbeitete, veröffentlichte er 2014 ein gleichnamiges Album. Cuillerier starb im Juli 2023 im Alter von 62 Jahren an den Folgen einer Krebserkrankung.

## Diskographische Hinweise
- Rodolphe Raffalli, Max Robin, Phillippe „Doudou“ Cuillerier, Antonio Licusati: À Georges Brassens (Swing Guitare Jazz)  (Frémeaux & Associés, 2001; wiederaufgelegt 2011 mit weiteren Aufnahmen unter dem Titel Intégrale Rodolphe Raffalli – Hommage à Georges Brassens)
- Dorado Schmitt, Samson Schmitt, Ludovic Beier, Pierre Blanchard, Francko Mehrstein, Amati Schmitt, Bronson Schmitt, Doudou Cuillerier, Xavier Nikq, Special Guest: Anat Cohen: Django Festival Allstars Live at Birdland (& More) (2012)
- The Django Festival AllStars, Samson Schmitt, Pierre Blanchard, Ludovic Beier, Phillippe Cuillerier, Antonio Licusati: Attitude Manouche (2015)
- Django Festival Allstars: Attitude Manouche (2017), mit Ludovic Beier, Dorado Schmitt, Samson Schmitt, Pierre Blanchard, Antonio Licusati

## Schriften
- Victorine Martin, Philipe Doudou Cuillerier: Django Reinhardt – Voyage en Guitare: 10 morceaux originaux pour guitare solo. 2011. (franz.)